# Mołożew (gromada)
Mołożew (alt. Mołożew Wieś) – dawna gromada, czyli najmniejsza jednostka podziału terytorialnego Polskiej Rzeczypospolitej Ludowej w latach 1954–1972.
Gromady, z gromadzkimi radami narodowymi (GRN) jako organami władzy najniższego stopnia na wsi, funkcjonowały od reformy reorganizującej administrację wiejską przeprowadzonej jesienią 1954 do momentu ich zniesienia z dniem 1 stycznia 1973, tym samym wypierając organizację gminną w latach 1954–1972.
Gromadę Mołożew z siedzibą GRN w Mołożewie (w obecnym brzmieniu Mołożew-Wieś) utworzono – jako jedną z 8759 gromad na terenie Polski – w powiecie sokołowskim w woj. warszawskim, na mocy uchwały nr VI/10/21/54 WRN w Warszawie z dnia 5 października 1954. W skład jednostki weszły obszary dotychczasowych gromad Mołożew, Mołożew Dwór i Gródek (z wyłączeniem kolonii Gródek) ze zniesionej gminy Jabłonna oraz obszar dotychczasowej gromady Wirów (z wyłączeniem kolonii Wirów) ze zniesionej gminy Repki w tymże powiecie. Dla gromady ustalono 14 członków gromadzkiej rady narodowej.
31 grudnia 1959 z gromady Mołożew wyłączono wieś Wirów, włączając ją do gromady Skrzeszew w tymże powiecie, po czym gromadę Mołożew zniesiono a jej (pozostały) obszar włączono do gromady Jabłonna tamże.